# Hydrovatus felixi
Hydrovatus felixi är en skalbaggsart som beskrevs av Olof Biström 1997. Hydrovatus felixi ingår i släktet Hydrovatus och familjen dykare. Inga underarter finns listade i Catalogue of Life.